# Esclavenos

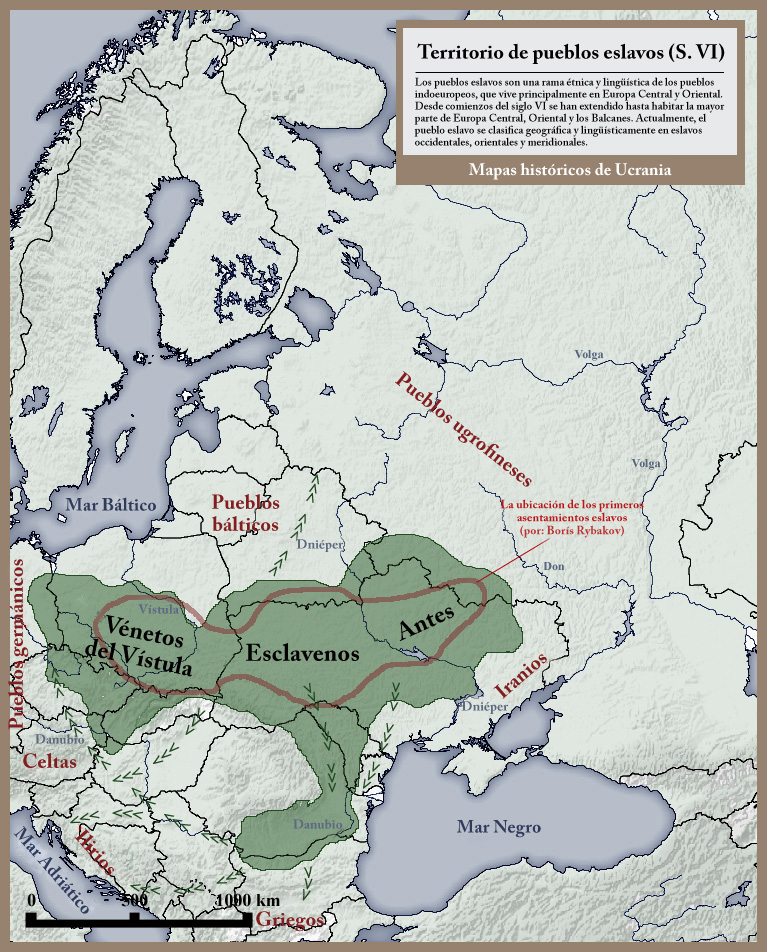
Expansión de los pueblos eslavos en el siglo VI

El nombre esclavenos (en griego: Σκλαβηνοί, Σκλαυηνοί o Σκλαβινοί Sklabiní; en latín: Sclaueni, Sclaveni, Sclavi, Sclauini o Sthlaueni) designa a todos los pueblos eslavos que entraron en contacto con el Imperio bizantino a partir del siglo VI.

## Terminología
Los bizantinos agruparon de manera amplia a las numerosas tribus eslavas que vivían en las proximidades del Imperio en dos grupos: los esclavenos y los antes. Aparentemente, el grupo de los esclavenos se asentó en el Danubio medio (Balcanes occidentales) mientras que los antes se establecieron en el Bajo Danubio, en la Escitia Menor. Procopio menciona un ataque de los antes, "que habitan cerca de los esclavenos", probablemente en 518. Los eslavos del Norte y Centro de Europa eran parte de los wendos.
El término griego derivado sklavinia(i) (en griego: en griego: Σκλαβηνίαι,  latín: SCLAVINIAE) fue utilizado para los asentamientos eslavos (territorios) que estaban en principio fuera del control bizantino y eran independientes. El término puede ser interpretado como "tierras eslavas" en Bizancio.
Sin embargo, ya alrededor de 800, el término también se refería específicamente a los colonos militarizados nómadas eslavos que se asentaron en los territorios del Imperio bizantino. Las colonias militares eslavas aparecieron en el Peloponeso, Asia Menor y en Italia. Los bizantinos también se referían a la élite militar de los ávaros como esclavenos. Estas élites restablecieron su base de poder bajo el gobierno o de los francos o de los bizantinos en Panonia y en Moravia.

## Historia
Los esclavenos saquearon Tracia en 545.
Daurencio (fl. 577–579) es el primer jefe militar del cual se conoce el nombre, preservado por el historiador bizantino Menandro Protector, que menciona que el kagan ávaro Bayano I (r. 562–602) envió una embajada solicitando que Daurencio y sus eslavos aceptaran la suzeranía ávara y pagara tributo, pues él sabía que los eslavos habían juntado una gran riqueza después de saquear las provincias bizantinas en los Balcanes. Daurencio habría respondido: "No es que otros conquistaran nuestras tierras, es que nosotros conquistamos las de ellos [...] y así siempre será con nosotros" y mandó asesinar a los enviados. Bayano entonces lanzó una campaña (en 578) contra el pueblo de Daurencio con la ayuda de los bizantinos e incendió varios de sus asentamientos, lo que no impidió a los eslavos continuar avanzando cada vez más lejos en territorio bizantino.
En 577, cerca de 100 000 eslavos se desplazaron sobre Tracia e Iliria, saqueando ciudades y formando nuevas colonias. En la década de 580, conforme las comunidades a lo largo del Danubio se hacían mayores y más organizadas y conforme la presión ávara aumentaba, las incursiones se hicieron mayores y más frecuentes, resultando en una colonización perenne. En 586, más de 100 000 guerreros eslavos atacaron Tesalónica, cuyos alrededores ocuparon en 581, pero sin conseguir jamás tomar la ciudad, creando la llamada Esclavinia Macedonia. Según el relato de Juan de Éfeso (581): "el maldito pueblo de los eslavos se lanzó sobre Grecia, Tesalónica y Tracia y las saqueó tomando muchas ciudades y castillos, arrasando, quemando, saqueando y tomando todo el país". Sin embargo, Juan exageró la intensidad de las incursiones eslavas, influenciado por su prisión en Constantinopla entre 571 y 579. Además, veía en los eslavos un instrumento de Dios para castigar a los perseguidores de los monofisitas. Hacia el 586, los eslavos consiguieron atacar el Peloponeso occidental, Ática, Epiro y salvándose sólo la parte oriental del Peloponeso, que era montañosa e inaccesible. La tentativa final de recuperar la frontera norte se dio entre 591 y 605, cuando el fin de los conflictos con el Imperio sasánida permitió al emperador Mauricio I (r. 582–602) transferir unidades a la región. Sin embargo, fue depuesto tras una revuelta militar en 602 y la frontera del Danubio colapsó quince años después (véase campañas balcánicas de Mauricio).
Constante II conquistó Esclavinia en 657-658, "capturando y subyugando a muchos". Constantino III asentó a los eslavos capturados en Asia Menor y, entre 664 y 665, 5000 de ellos se unieron a las fuerzas de Abd-al-Rahman ibn Khalid.
En 785, Constantino IV conquistó la Esclavinia Macedonia (Sclavenias penes Macedoniam).